# گوران درولیچ
گوران درولیچ (صربی: Goran Drulić؛ زادهٔ ۱۷ آوریل ۱۹۷۷) بازیکن فوتبال اهل صربستان بود.
از باشگاه‌هایی که در آن بازی کرده‌است می‌توان به باشگاه فوتبال بارسلونا اتلتیک، باشگاه فوتبال کاوالا، باشگاه فوتبال ستاره سرخ بلگراد، باشگاه فوتبال لوکرن اوست والاندرن، باشگاه فوتبال رئال ساراگوسا، و باشگاه فوتبال او.اف.آی کرته اشاره کرد.
وی همچنین در تیم ملی فوتبال صربستان و مونته‌نگرو بازی کرده‌است.